# Велика Скуф
Велика Скуф  — середньовічна географічна назва (топонім і етнонім) яка застосовувалася греками, для позначення території Київської Русі або території яку займали племена уличів і тиверців. Дана назва зустрічається в давньоруських літописах 10-12 століття. Ця назва походить від грецької традиції називати Північне Причорномор'я Скіфією. Незважаючи на явну парадоксальність цієї назви в період коли вже скіфів 7 століть не існувало на території  Північного Причорномор'я, традиція називати цей регіон Скіфією, а населення скіфами існувала в Греції і в деяких інших країнах Європи
. Після 12 століття географічна назва Велика Скуф не зустрічається.